# Венвауден
Венвауден (нід. Veenwouden, фриз. Feanwâlden) — село в нідерландській провінції Фрисландія. Входить до муніципалітету Дантюмадел. Його населення станом на 2017 рік складало 3430 осіб.

## Галерея

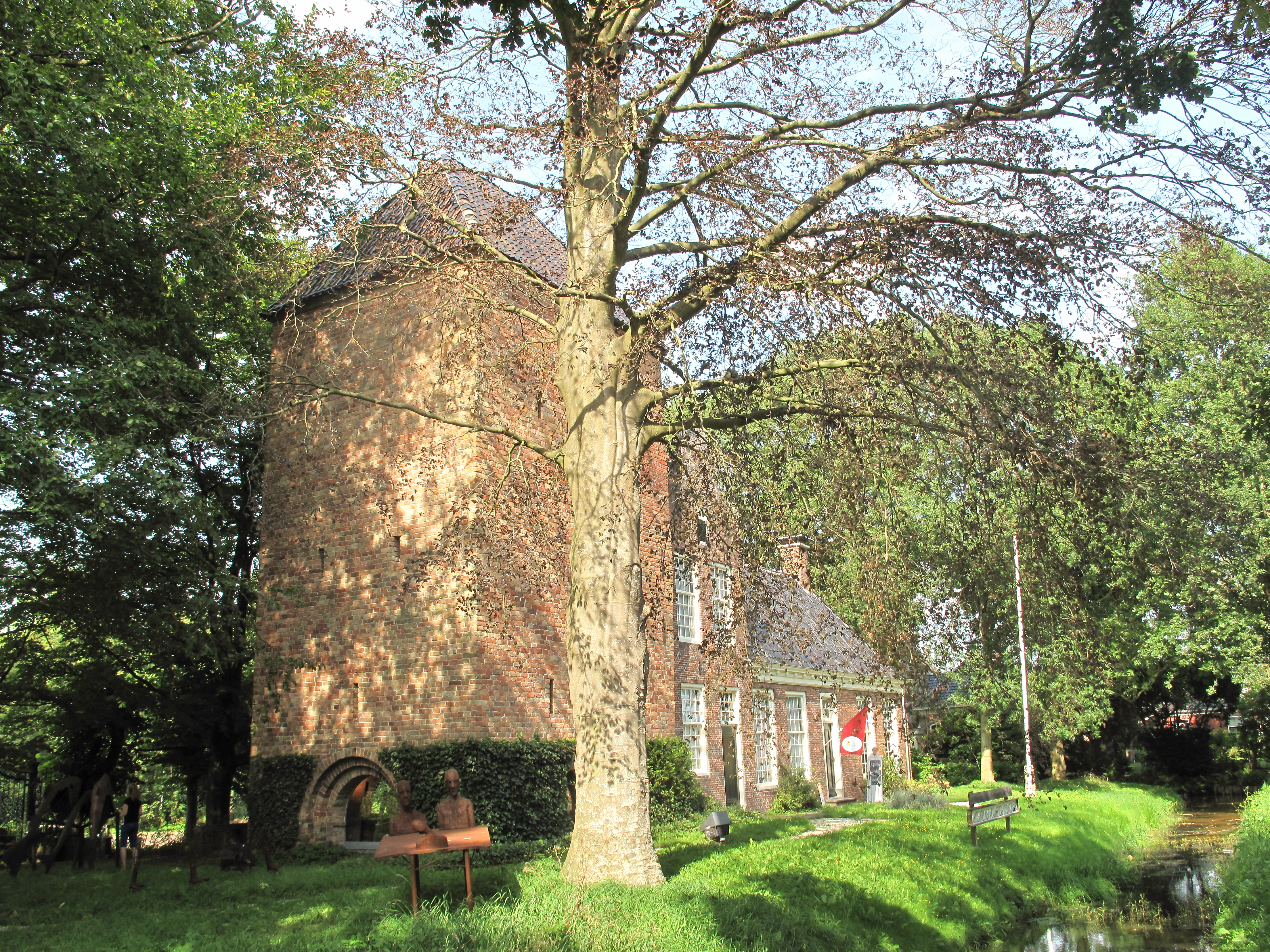
Замок Skierstins
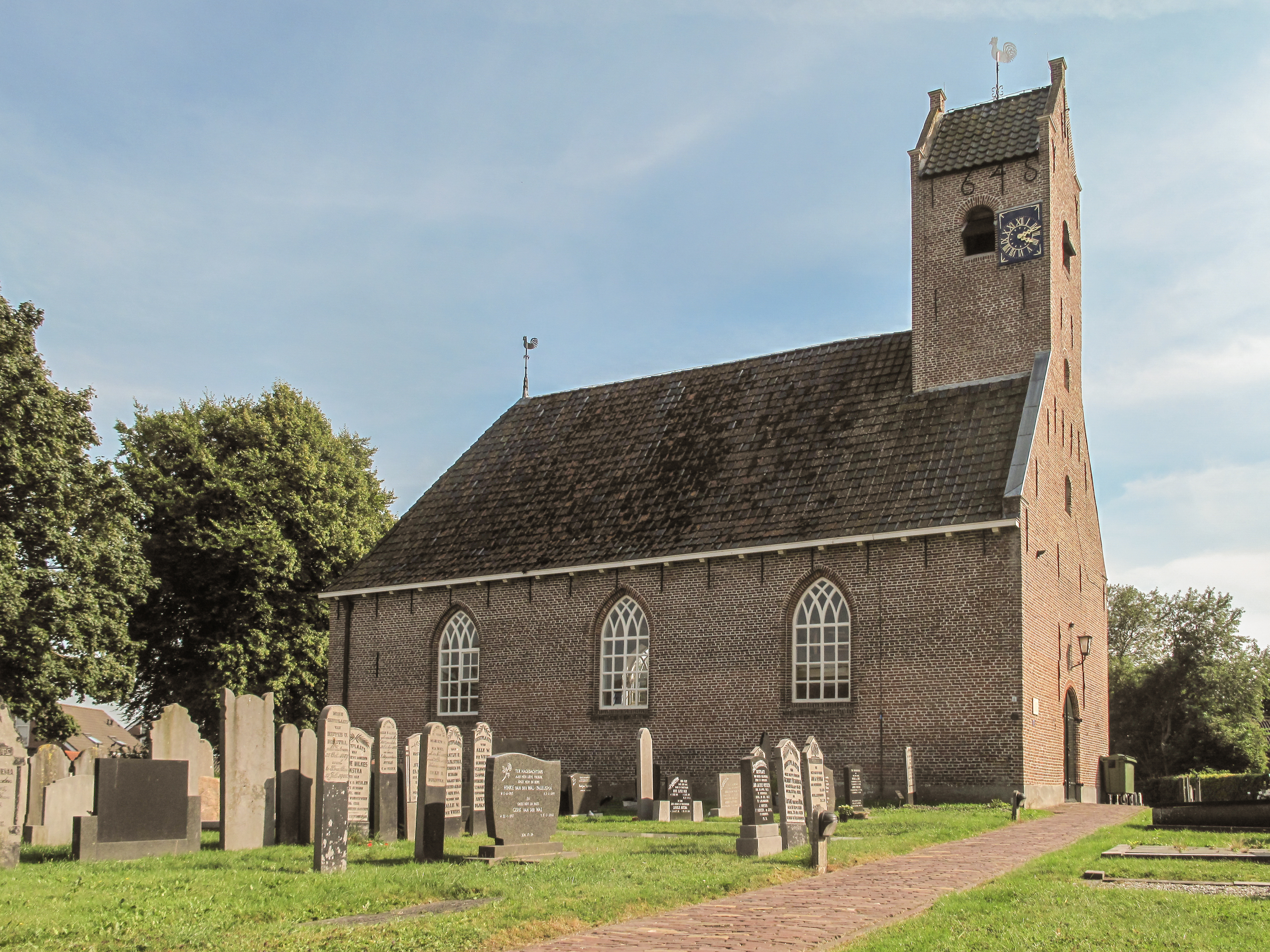
Церква св. Іоанна